# Odéon (stacja metra)
Odéon – stacja 4 i 10 linii  metra  w Paryżu. Stacja znajduje się w 6. dzielnicy Paryża.  Na linii 4 stacja została otwarta 9 stycznia 1910 r, a na linii 10 - 14 lutego 1926.